# Berukulun
Berukulun ist ein Ortsteil des Ortes Hera im osttimoresischen Suco Hera (Verwaltungsamt Cristo Rei, Gemeinde Dili).

## Geographie
Berukulun gehört zum Aldeia Mota Quic und liegt im Westen des Ortes Hera, in einer Meereshöhe von 27 m. Die Avenida Hera, die den Ort Hera mit der Landeshauptstadt Dili im Westen verbindet, verläuft nördlich von Berukulun. Im Westen und einen Stück der Straße folgt auch das Flussbett des Quiks, der nur zur Regenzeit Wasser führt. Nördlich liegen Heras Ortsteile Besidada und Jembatankik.